# 赤いサラファン
「赤いサラファン」（ロシア語: Красный сарафан）は、ロシアの歌曲である。

## 概要
アレクサンドル・エゴロヴィチ・ヴァルラーモフにより1834年に作曲された。ニコライ・グリゴリエヴィチ・ツィガーノフによる1831年作の詩につけられたと伝えられている。
サラファン（ロシア語: сарафан）とはロシアの女性がルバシカ（ブラウス）の上に着るジャンパースカートに似た民族衣装である。
結婚に乗り気でない娘とそれを諭す母親との会話により成り立っている。原詩は10番まであり、1番から5番までは娘の台詞、6番から10番は母親の台詞である。ロシア語の “赤い”（красный、クラースヌィ）には “美しい” という意味もある。
ロシアでは現在に至るまで歌い継がれている作品である。
1853年には当時ロシアを楽旅中だったポーランドのヴァイオリニスト、ヘンリク・ヴィエニャフスキが本作を元に幻想曲『モスクワの思い出』作品6を作曲した。
日本では津川主一の訳詞で親しまれ、いわゆるロシア民謡のレパートリーの一つとして人気がある。1984年（昭和59年）にはNHKの『みんなのうた』で取り上げられた。2007年（平成19年）のテレビ東京制作のテレビドラマ『李香蘭』でも、李香蘭役の上戸彩が本作を歌唱するシーンがある。

## 歌唱した主な歌手
- ガリーナ・ピサレンコ（ロシア語版、ウクライナ語版）
- ダークダックス - 1957年6月発売のEP『ロシア民謡集(1)』（テイチク NEP-1015）に収録。レコードによっては曲名が「紅いサラファン」となっている場合もある。
- ロイヤルナイツ - 日本コロムビアのLP「ロシア民謡、凍れる大地からの歌」（GZ-7034、録音1975年7月4・6・12日、発売1975年9月25日）に収録されている。津川主一の日本語訳詞による無伴奏（編曲は南安雄）。このLPの収録曲は、『赤いサラファン』も含めて全曲、同社のCD「ロシア民謡 ～黒い瞳～ ロイヤル・ナイツ」32CG-1001（1986年）、COCG-13638（1996年）、CORR-10956（2014年）に引き継がれた。また同社のCD「ザ・ベスト ロシアのうた ～カチューシャ・百万本のバラ～」（COCN-60076、発売2019年11月27日。コロムビア創立110周年記念「ザ・ベスト」シリーズ）には、上のLPの全14曲のうち、『赤いサラファン』を含む12曲が収められており、コンサートでも度々歌われた。
- 島田祐子
- 加藤登紀子
- 安田祥子
- 由紀さおり
- 研ナオコ - 『みんなのうた』で担当。研の『みんなのうた』出演は、1975年6月 - 7月放送の『子象のダンス（英語版）』、1977年2月 - 3月放送の『アスタ・ルエゴ 〜さよなら月の猫〜』に次いで3曲目にして、2021年（令和3年）現時点で最後であった。なお本曲を含めて全て外国曲であったため、日本曲は1曲も唄っていない。CD『NHKみんなのうた 55 アニバーサリー・ベスト〜日々〜』（2016年4月27日発売。発売元：ポニーキャニオン、規格品番：PCCG-001520）に本作音源が収録されている[5]。
  - 2018年現在、通信カラオケであるDAMに於いて研ナオコと島田祐子の2バージョンが入曲している[6]。

## 楽曲の構成
本稿では研ナオコによる1984年版のピアノ伴奏用編曲と、それを元に記譜した楽譜（ピアノ・リダクション／大譜表）について述べる。
※楽譜のプレイバック内容は、楽譜作成ソフトウェア『Finale2014年版』への打ち込み・再生結果による。
- ハ長調（C）であり、テンポ表記はAndante。テンポ（拍の速度）は「♩（音価：4分音符）≒ 72」である。
- 拍子の拍節は、2⁄4拍子。
- 臨時記号が少なく、装飾音符は存在しないため、比較的読譜しやすい。
- 21小節目で「E4」という珍しいコード記譜が認められる[注釈 3]。
- 曲の最後半部〜ラストはリタルダンド（ritardando: “rit.” ）とフェルマータ（ / ）が用いられており、ゆっくり演奏して終る。

## 備考
日本音楽著作権協会（JASRAC）においては2023年4月現在、「赤いサラファン」として以下の作品が登録されており、作詞・作曲はパブリックドメインとして登録されている。
オリジナルは、外国作品／出典：Z (各種参考資料) ／作品コード 0O6-1601-1 KRASNYJ SARAFAN /ORIGINAL/（赤いサラファン／原曲／）が登録されており、作詞作曲：TRADITIONALとの記述とは別に作詞：ZIGANOFF N G、作曲：VARLAMOV ALEKSANDR E と正式な作者表記がされている。
内国作品として登録されている主なバージョンは以下の通り。作詞・作曲はいずれも「ロシア民謡」名義として登録されている。
- 000-9597-4 赤いサラファン
  - 訳詞：津川主一／出典：K (資料部確認データ)
    - 計18名1グループの歌手が「アーティスト」と登録されている[注釈 6]。
- 003-0808-1 赤いサラファン（中山知子訳詞）
  - 訳詞：中山知子／編曲：若松正司／出典：JJ (作家作品届)
- 001-9727-1 赤いサラファン
  - 訳詞：緒園凉子[注釈 7]／出典：SM (録音実績)

「赤いサラファン（KRASNYJ SARAFAN）」の検索結果では、2023年4月現在、上記のものを含め73件が登録されている。